# Камю, Эдмон-Гюстав
Эдмо́н-Гюста́в Камю́ (фр. Edmond-Gustave Camus; 1852—1915) — французский ботаник и аптекарь.

## Биография
Гюстав Камю родился в Париже в 1852 году. В 1874 году поступил в Парижское аптекарское училище, получил диплом по фармации под руководством Гаспара Адольфа Шатена, физиолога растений и директора Училища. Затем вместе с Шатеном стал изучать флору Франции.
С 1878 по 1908 Камю был владельцем аптеки. В 1891 году он основал Общество изучения флоры Франции, стал его первым директором. В 1908 году оставил аптекарское дело и стал заниматься исключительно изучением ботаники. Издал несколько монографий по орхидеям Европы, часть из которых — в соавторстве с дочерью Антуанеттой Камю.
22 августа 1915 года в Париже Эдмон-Гюстав Камю скончался.
Гербарий Эдмона-Гюстава Камю был передан Парижскому музею естественной истории (P).

## Научные работы
- Camus, E.G. (1884). Guide pratique de botanique rurale. 180 p.
- Camus, E.G. (1888). Catalogue des plantes des France. 325 p.
- Camus, E.G. (1894). Monographie des Orchidées de France. 130 p.
- Camus, E.G.; Bergon, P.; Camus, A.A. (1908). Monographie des orchidées. 484 p.
- Camus, E.G. (1913). Les bambusées. 215 p.
- Camus, E.G. (1913). Les fleures des prairies et des pâturages. 125 p.
- Camus, E.G.; Camus, A.A. (1921—1929). Iconographie des orchidées d’Europe. 559 p.